# Ermita de la Ascensión (Ateca)
La ermita de la Ascensión es una ermita de culto católico situada en la sierra de Armantes, en el paraje denominado asimismo Ascensión, en el municipio zaragozano de Ateca, España, a unos cuatro kilómetros del casco urbano.

## Descripción
Se trata de una pequeña ermita dedicada a la Ascensión del Señor, construida en el siglo XVII por el concejo de Ateca, en el término de la desaparecida aldea de Monubles, de terminación muy sencilla. Desde el exterior se aprecia un único volumen rectangular construida en mampostería y con cubierta a dos aguas y blanqueada con cal.

## Romería de la Ascensión
El día de la Ascensión se realiza una romería a la ermita, donde se realizan una serie de actos, se celebra la misa y al terminar, lo más peculiar es la realización de un castillo humano que da la vuelta alrededor de la ermita ondeando un pendón.
Al finalizar la romería, se vuelve al pueblo y se monta nuevamente el castillo, fuera del pueblo, y tras ponerse en cuclillas todos los componentes del castillo para pasar bajo el arco de San Miguel, sosteniendo el pendón, recorren el camino que va desde el arco hasta el ayuntamiento. Al llegar a la plaza, el que corona el castillo, ondea el pendón desde lo alto.
También se realiza otro castillo similar en la romería a la ermita de San Lorenzo.